# Манинская волость
Манинская волость — историческая административно-территориальная единица Богучарского уезда Воронежской губернии с центром в слободе Манина.
По состоянию на 1880 год состоял 7 поселений, 2 сельские общины. Население — 14 585 человек (6750 мужского пола и 7835 — женской), 1155 дворовых хозяйств.
|                       | Площадь, десятин | В том числе пахотной, дес. |
| --------------------- | ---------------- | -------------------------- |
| Сельских общин        | 18361            | 9790                       |
| Частной собственности | 4759             | 1347                       |
| Другой собственности  | 277              | 242                        |
| В общем               | 35456            | 30604                      |

Поселения волости на 1880 год:
- Манино — бывшая государственная слобода при реке Манина за 95 верст от уездного города, 6389 человек, 895 дворов, 2 православные церкви, 2 почтовые станции, аптека, 7 лавок, 2 кожевенных завода, 70 ветряных мельниц, 6 ярмарок в год.
- Коренная (Нескучная) — бывшее владельческое слобода при реке Манина, 1575 человек, 246 дворов, православная церковь, почтовая станция, 3 лавки, кирпичный завод, 19 ветряных мельниц.

По данным 1900 года в волости насчитывалось 18 поселений с преимущественно украинским населением, 2 сельских общества.
В 1915 году волостным урядником был Иван Тадійович Младший, старшиной был Емельян Иванович Горобнов, волостным писарем — Александр Данилович Жидкомлянов.